# 게노 페트리아슈빌리
게노 스파르타키스 제 페트리아슈빌리(조지아어: გენო სპარტაკის ძე პეტრიაშვილი, 1994년 4월 1일~)는 조지아의 레슬링 선수이다. 2016년 하계 올림픽에서 자유형 슈퍼헤비급 동메달, 2020년 하계 올림픽에서 자유형 슈퍼헤비급 은메달,  2024년 하계 올림픽에서 자유형 슈퍼헤비급 금메달을 획득했다. 또한 세계 선수권 대회 3회, 유럽 선수권 대회 2회 우승을 달성했다.